# Rajapalayam (hundras)
Rajapalayam är en hundras från Indien. Den är en jagande vinthund namngiven efter staden Rajapalayam i distriktet Virudhunagar i delstaten Tamil Nadu. Rasen är ovanligt grovlemmad för att vara en vinthund. Färgen är elfenbensvit med rosa pigment. Den är mycket ovanlig och är föremål för räddningsarbete. Rasen är nationellt erkänd av den indiska kennelklubben The Kennel Club of India (KCI).